# Ethionamide
Ethionamide là một kháng sinh được sử dụng để điều trị bệnh lao. Cụ thể hơn thì kháng sinh này được sử dụng, cùng với các loại thuốc chống lao khác, để điều trị bệnh lao đa kháng thuốc hoạt động. Chúng không còn được khuyến cáo để điều trị bệnh phong. Đây là một loại kháng sinh uống.
Ethionamide có tỷ lệ tác dụng phụ cao. Các tác dụng phụ thường gặp bao gồm buồn nôn, tiêu chảy, đau bụng và chán ăn. Tác dụng phụ nghiêm trọng có thể bao gồm viêm gan và trầm cảm. Chúng không nên được sử dụng ở những người có vấn đề đáng kể về gan. Sử dụng trong thai kỳ không được khuyến cáo vì mức độ an toàn là không rõ ràng. Ethionamide thuộc họ các thuốc thioamide. Người ta tin rằng nó hoạt động bằng cách can thiệp vào việc sử dụng axit mycolic của vi khuẩn.
Ethionamide được phát hiện vào năm 1956 và được chấp thuận cho sử dụng y tế tại Hoa Kỳ vào năm 1965. Nó nằm trong danh sách các thuốc thiết yếu của Tổ chức Y tế Thế giới, tức là nhóm các loại thuốc hiệu quả và an toàn nhất cần thiết trong một hệ thống y tế. Chi phí bán buôn ở các nước đang phát triển là khoảng 5,94 USD đến 24,12 USD/tháng.

## Cơ chế hoạt động
Ethionamide là một tiền-thuốc được kích hoạt bởi enzyme ethA, một mono-oxygenase trong Mycobacterium tuberculosis, và sau đó liên kết với NAD+ để tạo thành một chất bổ sung ức chế InhA theo cùng cơ chế như isoniazid. Cơ chế hoạt động được cho là "phá vỡ" axit mycolic ở vi khuẩn.
Biểu hiện của gen ethA được kiểm soát bởi ethR, một chất ức chế phiên mã. Người ta cho rằng cải thiện biểu hiện ethA sẽ làm tăng hiệu quả của ethionamide và thúc đẩy sự quan tâm của các nhà phát triển thuốc trong việc sử dụng chất ức chế để tăng công hiệu.